# Calligrapha femorata
Calligrapha femorata es una especie de escarabajo del género Calligrapha, familia Chrysomelidae. Fue descrita científicamente por Jacoby J.Gómez-Zurita en 1891.
Esta especie se encuentra en América Central.